# Articoli di Lambeth del 1595
Gli Articoli di Lambeth (anche conosciuti come I nove articoli) sono un'appendice calvinista apposta ai Trentanove Articoli della Chiesa di Inghilterra. Si tratta di nove proposizioni dottrinali intese a meglio definire la dottrina calvinista della predestinazione e della giustificazione e porre fine ad una controversia sorta nell'università di Cambridge al riguardo. Esse precorrono, in un certo qual senso, le controversie arminiane, posizioni sostenute da Peter Baro professore di teologia all'università di Cambridge e che gli costeranno il posto.
Questi articoli sono stati composti da William Whitaker, regio professore di teologia a Cambridge. Sono stati formalmente approvati dall'Arcivescovo di Canterbury John Whitgift e dall'Arcivescovo di York Matthew Hutton come pure da un certo numero di prelati convenuti al palazzo di Lambeth, Londra il 20 novembre 1595. 
Non sono stati approvati dalla regina Elisabetta, dispiaciuta per la convocazione di un sinodo privo dell'autorizzazione regale, ed incontrano considerevole opposizione. La regina ordina, così, che l'Arcivescovo revochi e sopprima immediatamente questi articoli. La regina, infatti, è generalmente sfavorevole al Calvinismo preferendo un approccio tollerante verso le diverse correnti di pensiero nella Chiesa d'Inghilterra, il compromesso che aveva imposto nel 1559, desiderando mantenerlo inalterato. È inoltre risentita in parte perché Whitgift aveva agito ignorando la Regina.
Gli Articoli di Lambeth sono più tardi accolti nella Convocazione di Dublino del 1615 e integrati negli Articoli di religione irlandesi, scritti dal vescovo James Ussher. In essi si può trovare la base dei Cinque punti del Calvinismo contenuti nei Canoni del sinodo di Dordrecht (1618-1619).
Questi articoli perdono la loro autorità in Inghilterra durante la reazione arminiana sotto gli Stuart.

## Testo degli articoli
1. Dio, dall'eternità, ha predestinato certuni alla vita e certuni ha riprovato destinandoli alla morte.
2. La causa movente o efficiente della predestinazione alla vita non è la previsione della fede, la perseveranza o le buone opere, né qualsiasi altra cosa che si trovi nella persona predestinata, ma solo nella volontà e beneplacito di Dio.
3. Il numero dei predestinati è definito e certo e non può né essere aumentato né diminuito.
4. Coloro che non sono predestinati alla salvezza saranno necessariamente dannati a causa dei loro peccati.
5. Una fede vivente e giustificante, e lo Spirito santificante di Dio, nell'eletto giammai si può estinguere, decadere, e svanire in modo definitivo o totale.
6. Un uomo davvero di fede, cioè uno che sia dotato di fede giustificate, è certo, con piena sicurezza di fede, della remissione dei suoi peccati e della sua eterna salvezza tramite Cristo.
7. La grazia salvifica non è data, accordata o comunicata a tutti tanto che chiunque possa essere salvato basta che lo voglia.
8. Nessuno può venire a Cristo se non gli è stato dato, e a meno che il Padre non li attira, nessuno verrà al Figlio.
9. L'essere salvato non sta né nell'arbitrio né nella volontà d'alcuno.